# Nazionale femminile di calcio della Nigeria
La nazionale di calcio femminile della Nigeria è la rappresentativa calcistica femminile internazionale della Nigeria, gestita dalla locale federazione calcistica (NFF).
In base alla classifica emessa dalla FIFA il 14 giugno 2024, la nazionale femminile occupa il 36º posto del FIFA/Coca-Cola Women's World Ranking.
Come membro della CAF partecipa a vari tornei di calcio internazionali, come al Campionato mondiale FIFA, Coppa delle nazioni africane, ai Giochi olimpici estivi, ai Giochi panafricani e ai tornei a invito come l'Algarve Cup o la Cyprus Cup. Le calciatrici sono soprannominate Super Falcons, e con le sue 11 vittorie nella Coppa delle nazioni africane, la nazionale nigeriana risulta la più vittoriosa tra i membri della confederazione africana, nonché l'unica ad aver partecipato a tutte le fasi finali del campionato mondiale FIFA.

## Storia
In vista della prima edizione del campionato mondiale femminile di calcio nel 1991, la federazione calcistica della Nigeria (NFF) decise di organizzare un campionato nazionale femminile con l'obiettivo di istituire una squadra nazionale; delle competizioni femminili erano già presenti in Nigeria, ma non erano sotto l'egida della NFF. Nel 1991 prese parte alla prima edizione del campionato africano; superando, in sequenza, Ghana, Guinea e Camerun, vinse la competizione e si qualificò alla prima edizione del campionato mondiale. Inserita nel gruppo C assieme a Germania, Italia e Taipei cinese, perse tutte e tre le partite, concluse al quarto e ultimo posto nel raggruppamento e venne eliminata dal campionato mondiale. Grazie alla vittoria del campionato africano 1995, la Nigeria partecipò al campionato mondiale 1995. Analogamente alla prima edizione, la nazionale venne eliminata al termine della fase a gironi, ma riuscì a ottenere un punto, pareggiando 3-3 col Canada, mentre perse contro Norvegia e Inghilterra.
Il terzo successo consecutivo nel campionato africano 1998, conquistato in casa e battendo in finale il Ghana davanti a un pubblico di 30 000 spettatori, consentì alle nigeriane la terza partecipazione di fila al campionato mondiale. Al mondiale 1999 la Nigeria superò per la prima volta la fase a gironi, concludendo al secondo posto il girone A alle spalle degli Stati Uniti, dopo aver battuto Corea del Nord e Danimarca. Nei quarti di finale la Nigeria rimontò tre reti al Brasile nel secondo tempo, portando la sfida ai tempi supplementari, dove le brasiliane ebbero la meglio grazie al golden goal realizzato da Sissi. Questo risultato permise alla nazionale nigeriana di partecipare per la prima volta nel 2000 al torneo femminile di calcio ai Giochi della XXVII Olimpiade. Perdendo tutte e tre le partite del gruppo F contro Stati Uniti, Norvegia e Cina, le nigeriane conclusero il torneo olimpico all'ultimo posto. Sul finire del 2000 arrivò il quarto titolo consecutivo al campionato africano, grazie al successo sul Sudafrica in finale, che venne, però, sospesa a metà del secondo tempo per incidenti sugli spalti.
Col quinto campionato africano consecutivo vinto nel 2002 arrivò la quarta partecipazione consecutiva al campionato mondiale 2003. Diversamente dal risultato ottenuto quattro anni prima, la Nigeria perse tutte e tre le gare del gruppo A contro Corea del Nord, Stati Uniti e Svezia, concludendo all'ultimo posto e venendo eliminata al termine della fase a gironi. Nel 2004 le Super Falcons parteciparono al torneo femminile di calcio ai Giochi della XXVIII Olimpiade, dopo aver superato il torneo CAF di qualificazione. Superata la fase a gironi col secondo posto in classifica, dopo la vittoria sul Giappone e la sconfitta contro la Svezia, la squadra venne eliminata ai quarti di finale con la sconfitta contro la Germania. Due mesi la Nigeria conquistò il sesto campionato africano di fila con una netta vittoria per 5-0 sul Camerun in finale.
Nel periodo tra il 2005 e il 2018 la Nigeria partecipò a tre edizioni del campionato mondiale, venendo sempre eliminata al termine della fase a gironi; analogo esito ebbe la partecipazione al torneo femminile di calcio ai Giochi della XXIX Olimpiade nel 2008. Nello stesso anno, dopo sette titoli consecutivi, la Nigeria venne sconfitta nella semifinale del campionato africano dalla Guinea Equatoriale, mancando la finale per la prima volta nella storia della massima competizione continentale. Tornò a vincere il campionato africano nel 2010, battendo in finale proprio la Guinea Equatoriale, sebbene nel 2012 venne nuovamente sconfitta in semifinale, questa volta dal Sudafrica. Riprese il dominio continentale nelle tre edizioni seguenti.

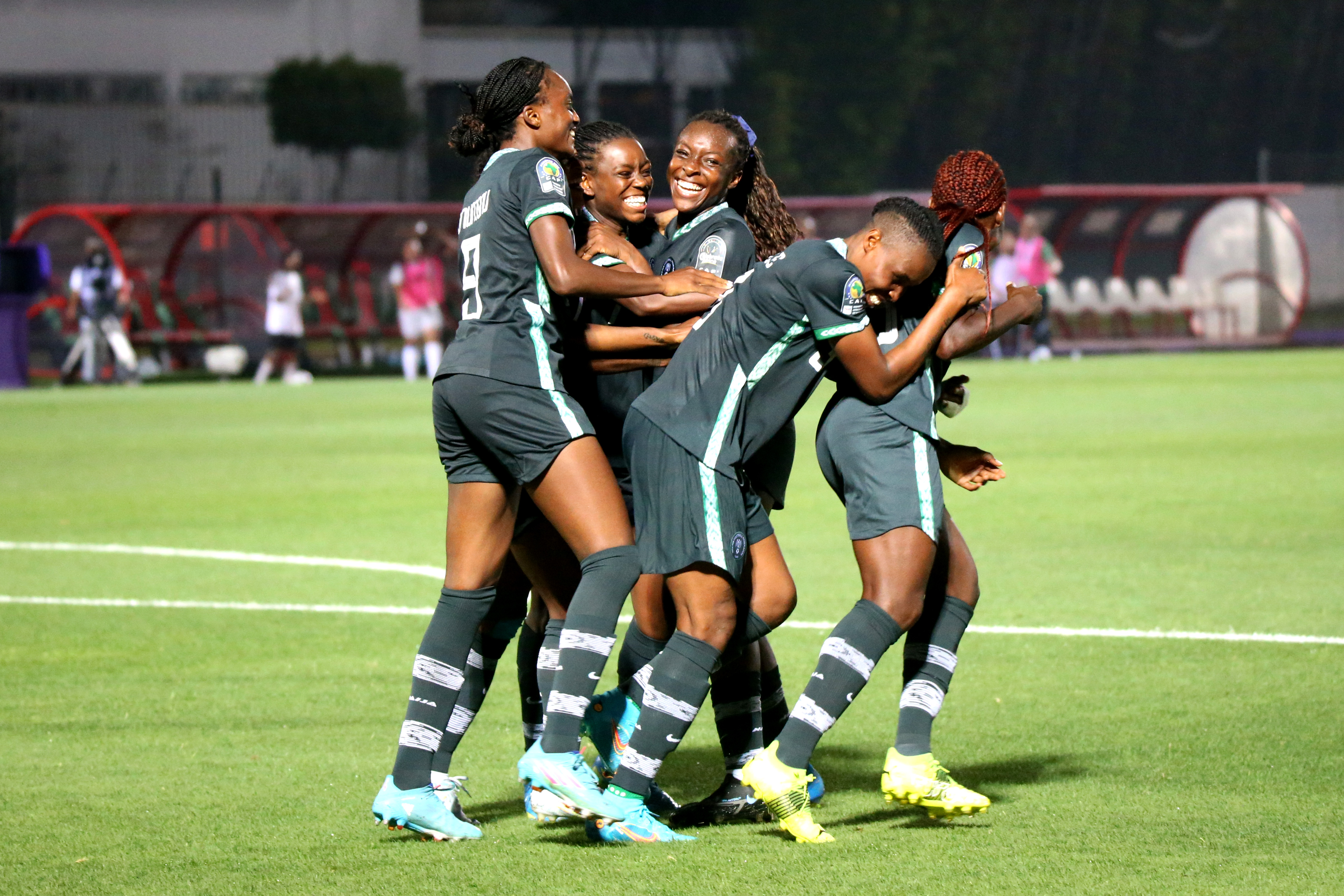
Giocatrici della Nigeria esultano dopo una rete alla Coppa delle nazioni africane 2022.

Al campionato mondiale 2019 la Nigeria si qualificò alla fase a eliminazione diretta vent'anni dopo la volta precedente. Nonostante le sconfitte contro la Norvegia e la Francia padrone di casa, la vittoria sulla Corea del Sud diede il terzo posto nel gruppo A alle nigeriane e l'accesso alla fase successiva come una delle quattro migliori terze. Il cammino delle Super Falcons si fermò agli ottavi di finale, dove perse 3-0 contro la Germania. Nel 2022 la Nigeria concluse la Coppa delle nazioni africane al quarto posto; superata la fase a gironi come seconda classificata e i quarti di finale battendo il Camerun, venne poi sconfitta in semifinale dopo i tiri di rigore dal Marocco padrone di casa. Perdendo contro lo Zambia la finalina, concluse il torneo al quarto posto.
Al campionato mondiale 2023 la Nigeria si qualificò nuovamente alla fase a eliminazione diretta, avendo concluso il gruppo B al secondo posto alle spalle dell'Australia e davanti a Canada e Irlanda. Agli ottavi di finale le nigeriane vennero eliminate dopo i tiri di rigore dall'Inghilterra, nonostante avesse giocato tutti i tempi supplementari in superiorità numerica.

## Partecipazione ai tornei internazionali
Legenda: Grassetto: Risultato migliore, Corsivo: Mancate partecipazioni

## Tutte le rose

### Mondiali femminili
Coppa del Mondo FIFA 19911 Chiejine, 2 Nwaiwu, 3 Ezeocha, 4 Okoroafor, 5 Branch, 6 Mbilitam, 7 Ajunwa, 8 Nwadike, 9 Uche, 10 Ogun, 11 Showemimo, 12 Omagbemi, 13 Okosieme, 14 Ebimiekumo, 15 Mukoro, 16 Koyonda, 17 Eluma, 18 Yamala, CT: Bonfrère
Coppa del Mondo FIFA 19951 Chiejine, 2 Omagbemi, 3 Ezeocha, 4 Okoroafor, 5 Branch, 6 Kudaisi, 7 Mbilitam, 8 Nwadike, 9 Uche, 10 Ogun, 11 Emeafu, 12 Akide, 13 Okosieme, 14 Ebimiekumo, 15 Mmadu, 16 Opara, 17 Akpagu, 18 Avre, 19 Nwaiwu, 20 Mukoro, CT: Hamilton
Coppa del Mondo FIFA 19991 A. Chiejine, 2 Kudaisi, 3 Tarhemba, 4 Nwaneri, 5 Opara, 6 Ajayi, 7 Mbachu, 8 Nwadike, 9 Usieta, 10 Ogun, 11 Emeafu, 12 Chime, 13 Okosieme, 14 Omagbemi, 15 Mmadu, 16 Iweta, 17 Egbe, 18 Avre, 19 Akide, 20 I. Chiejine, CT: Ismaila
Coppa del Mondo FIFA 20031 Opara, 2 Ekpo, 3 Kayode, 4 Nkwocha, 5 Ebi, 6 Ajayi, 7 Mbachu, 8 Olaitan, 9 Ikidi, 10 Akide, 11 Egbe, 12 Dede, 13 Okosieme, 14 Chiejine, 15 Mmadu, 16 Iweta, 17 Omagbemi, 18 Avre, 19 Okhae, 20 Okolo, CT: Okpodu
Coppa del Mondo FIFA 20071 Dede, 2 Ekpo, 3 Yusuf, 4 Nkwocha, 5 Ebi, 6 Otuwe, 7 Mbachu, 8 Chiejine, 9 Chukwudi, 10 Chikwelu, 11 Igbo, 12 Oluehi, 13 George, 14 Ikidi, 15 Mmadu, 16 Jerome, 17 Kudaisi, 18 Uwak, 19 Cole, 20 Eke, 21 Ayegba, CT: Effiom
Coppa del Mondo FIFA 20111 Dede, 2 Kalu, 3 Ohale, 4 Nkwocha, 5 Ebi, 6 Ukaonu, 7 Mbachu, 8 Orji, 9 Oparanozie, 10 Chikwelu, 11 Iroka, 12 Michael, 13 Chukwudi, 14 Ikidi, 15 Chukwunonye, 16 Oluehi, 17 Ordega, 18 Jerome, 19 Sunday, 20 Aighewi, 21 Jonathan, CT: Eucharia
Coppa del Mondo FIFA 20151 Dede, 2 Edoho, 3 Ohale, 4 Nkwocha, 5 Ebi, 6 Chukwunonye, 7 Sunday, 8 Oshoala, 9 Oparanozie, 10 Dike, 11 Umotong, 12 Ayinde, 13 Okobi, 14 Nwabuoku, 15 Njoku, 16 Whyte, 17 Ordega, 18 Ayila, 19 Ohadugha, 20 Nku, 21 Ohiaeriaku, 22 Nnodim, 23 Ebere, CT: Okon
Coppa del Mondo FIFA 20191 Oluehi, 2 Okoronkwo, 3 Ohale, 4 Ebere, 5 Ebi, 6 Nwabuoku, 7 Imo, 8 Oshoala, 9 Oparanozie, 10 Chikwelu, 11 Uchendu, 12 Kanu, 13 Okobi, 14 Michael, 15 Ajibade, 16 Nnadozie, 17 Ordega, 18 Ayinde, 19 Ihezuo, 20 Okeke, 21 Jonathan, 22 Ogebe, 23 Chukwudi, CT: Dennerby
Coppa del Mondo FIFA 20231 Oluehi, 2 Plumptre, 3 Ohale, 4 Ogbonna, 5 Ebi, 6 Onumonu, 7 Payne, 8 Oshoala, 9 Oparanozie, 10 Ucheibe, 11 Monday, 12 Kanu, 13 Abiodun, 14 Demehin, 15 Ajibade, 16 Nnadozie, 17 Ordega, 18 Ayinde, 19 Echegini, 20 Imuran, 21 Okoronkwo, 22 Alozie, 23 Balogun, CT: Waldrum

### Olimpiadi
Calcio ai Giochi Olimpici Estivi 20001 A. Chiejine, 2 Kudaisi, 3 Tarhemba, 4 Nkwocha, 5 Opara, 6 Ajayi, 7 Mbachu, 8 Nwadike, 9 Usieta, 10 Akide, 11 I. Chiejine, 12 Avre, 13 Okisieme, 14 Omagbemi, 15 Mmadu, 16 Iweta, 17 Egbe, 18 Chime, CT: Ismaila
Calcio ai Giochi Olimpici Estivi 20041 Dede, 2 Ekpo, 3 Eze, 4 Nkwocha, 5 Ameh, 6 Queens, 7 Mbachu, 8 Nwadike, 9 Igbojionu, 10 Akide, 11 Okolo, 12 Onyeka, 13 Kudaisi, 14 Sabi, 15 Mmadu, 16 Egbe, 17 Nwosu, 18 Onyinanya, CT: Ismaila
Calcio ai Giochi Olimpici Estivi 20081 Dede, 2 Ekpo, 3 Yusuf, 4 Nkwocha, 5 Ebi, 6 Ajayi, 7 Mbachu, 8 Chiejine, 9 Michael, 10 Chikwelu, 11 Cole, 12 Uwak, 13 George, 14 Ikidi, 15 Ishola, 16 Jerome, 17 Eduviere, 18 Oluehi, CT: Ladipo
Calcio ai Giochi Olimpici Estivi 20241 Oluehi, 2 Alozie, 3 Ohale, 4 N. Payne, 5 Okeke, 6 Okoronkwo, 7 T. Payne, 8 Oshoala, 9 Macleans, 10 Ucheibe, 11 Echegini, 12 Kanu, 13 Abiodun, 14 Demehin, 15 Ajibade, 16 Nnadozie, 17 Ihezuo, 18 Onumonu, CT: Waldrum

### Coppa d'Africa femminile
Campionato africano femminile di calcio 20081 Dede, 2 Ekpo, 3 Yusuf, 4 Nkwocha, 5 Ebi, 6 Otuwe, 7 Mbachu, 8 Chiejine, 9 Chukwudi, 10 Chikwelu, 11 Igbo, 12 Oluehi, 13 George, 14 Ikidi, 15 Mmadu, 16 Jerome, 17 Kudaisi, 18 Uwak, 19 Cole, 20 Eke, 21 Ayegba, CT: Ladipo
Campionato africano femminile di calcio 20101 Dede, 2 Ohale, 3 Sadoh, 4 Nkwocha, 5 Chukwunonye, 6 Ukaonu, 7 Mbachu, 8 Orji, 9 Oparanozie, 10 Chikwelu, 11 Iroka, 12 Oluehi, 13 Okoronkwo, 14 Okobi, 15 Ebi, 16 Jerome, 17 Ordega, 18 Ayila, 19 Akpa, 20 Sunday, 21 Ajagba, CT: Uche
Campionato africano femminile di calcio 20121 Dede, 2 Nwabuoku, 3 Ebere, 4 Nkwocha, 5 Ebi, 6 Akpa, 7 Mbachu, 8 Ohadugha, 9 Ogbiagbevha, 10 Chikwelu, 11 Iroka, 12 Chukwunonye, 13 Okobi, 14 Sunday, 15 Jegede, 16 Oluehi, 17 Oshoala, 18 Ukaonu, 19 Orji, 20 Chukwudi, 21 Whyte, CT: Ikhana
Campionato africano femminile di calcio 20141 Dede, 2 Nwabuoku, 3 Ebere, 4 Nkwocha, 5 Ebi, 6 Chukwunonye, 7 Mbachu, 8 Oshoala, 9 Oparanozie, 10 Ayinde, 11 Sunday, 12 Ohale, 13 Nku, 14 Ordega, 15 Iroka, 16 Whyte, 17 Ofoegbu, 18 Okobi, 19 Ohadugha, 20 Njoku, 21 Ohiaeriaku, CT: Okon
Coppa d'Africa femminile 20161 Whyte, 2 Ikidi, 3 Ohale, 4 Igbinovia, 5 Ebi, 6 Ebere, 7 Success, 8 Oshoala, 9 Oparanozie, 10 Chikwelu, 11 E. Sunday, 12 Akpa, 13 Okobi, 14 Nwabuoku, 15 Njoku, 16 Jonathan, 17 Ordega, 18 Ayinde, 19 Obi, 20 U. Sunday, 21 Akarekor, CT: Okon
Coppa d'Africa femminile 20181 Oluehi, 2 Ogbonna, 3 Ohale, 4 Ebere, 5 Ebi, 6 Chukwunonye, 7 Imo, 8 Oshoala, 9 Oparanozie, 10 Chikwelu, 11 Uchendu, 12 Okoronkwo, 13 Okobi, 14 Ikidi, 15 Ajibade, 16 Nnadozie, 17 Ordega, 18 Ayinde, 19 Ihezuo, 20 Nnodim, 21 Ohiaeriaku, CT: Dennerby
Coppa d'Africa femminile 20221 Oluehi, 2 Monday, 3 Ohale, 4 Plumptre, 5 Ebi, 6 Kanu, 7 T. Payne, 8 Oshoala, 9 Onumonu, 10 Chikwelu, 11 Otu, 12 Ogbonna, 13 Okobi, 14 Ikechukwu, 15 Ajibade, 16 Nnadozie, 17 Ordega, 18 Ayinde, 19 Ogbonna, 20 Alozie, 21 Balogun, 22 Efih, 23 Ucheibe, 24 Macleans, 26 N. Payne, CT: Waldrum

## Rosa
Lista delle 18 giocatrici convocate dal selezionatore Randy Waldrum per il torneo femminile di calcio ai Giochi della XXXIII Olimpiade, in programma dal 24 luglio al 9 agosto 2024. A queste si aggiungono Morufa Ademola, Jumoke Alani, Gift Monday ed Ifeoma Onumonu, indicate come riserve. Il 10 luglio Halimatu Ayinde, inizialmente in lista, è stata sostituita da Ifeoma Onumonu a causa di un infortunio; Regina Otu è stata poi inserita tra le riserve. Numerazione come da lista FIFA.
| N. | Pos. | Giocatore            | Data nascita (età)         | Pres. | Reti | Squadra             |
| -- | ---- | -------------------- | -------------------------- | ----- | ---- | ------------------- |
| 1  | P    | Tochukwu Oluehi      | 2 maggio 1987 (37 anni)    |       |      | Eastern Flames      |
| 2  | D    | Michelle Alozie      | 28 aprile 1997 (27 anni)   |       |      | Houston Dash        |
| 3  | D    | Osinachi Ohale       | 21 dicembre 1991 (32 anni) |       |      | Pachuca             |
| 4  | D    | Nicole Payne         | 8 gennaio 2001 (23 anni)   |       |      | Portland Thorns     |
| 5  | D    | Chidinma Okeke       | 11 agosto 2000 (23 anni)   |       |      | Mynavi Sendai       |
| 6  | A    | Esther Okoronkwo     | 27 marzo 1997 (27 anni)    |       |      | Changchun           |
| 7  | C    | Toni Payne           | 22 aprile 1995 (29 anni)   |       |      | Siviglia            |
| 8  | A    | Asisat Oshoala       | 9 ottobre 1994 (29 anni)   |       |      | Bay FC              |
| 9  | A    | Chinonyerem Macleans | 1º ottobre 1999 (24 anni)  |       |      | Lokomotiv Mosca     |
| 10 | C    | Christy Ucheibe      | 25 dicembre 2000 (23 anni) |       |      | Benfica             |
| 11 | C    | Jennifer Echegini    | 22 marzo 2001 (23 anni)    |       |      | Juventus            |
| 12 | A    | Uchenna Kanu         | 27 giugno 1997 (27 anni)   |       |      | Racing Louisville   |
| 13 | C    | Deborah Abiodun      | 2 novembre 2003 (20 anni)  |       |      | Pittsburgh Panthers |
| 14 | D    | Oluwatosin Demehin   | 13 marzo 2002 (22 anni)    |       |      | Stade Reims         |
| 15 | A    | Rasheedat Ajibade    | 8 dicembre 1999 (24 anni)  |       |      | Atlético Madrid     |
| 16 | P    | Chiamaka Nnadozie    | 8 dicembre 2000 (23 anni)  |       |      | Paris FC            |
| 17 | A    | Chinwendu Ihezuo     | 30 aprile 1997 (27 anni)   |       |      | Pachuca             |
| 18 | C    | Ifeoma Onumonu       | 25 febbraio 1994 (30 anni) |       |      | Utah Royals         |